# Pocé-sur-Cisse
 Pocé-sur-Cisse  es una población y comuna francesa, situada en la región de Centro, departamento de Indre y Loira, en el distrito de Tours y cantón de Amboise.

## Demografía
| 918 | 1070 | 1153 | 1222 | 1493 | 1580 |
| Para los censos de 1962 a 1999 la población legal corresponde a la población sin duplicidades (Fuente: INSEE [Consultar]) |      |      |      |      |      |